# Doftnäckros
Doftnäckros (Nymphaea odorata) är en art i familjen näckrosväxter som förekommer i Nordamerika, Centralamerika och Västindien. Arten odlas ibland som trädgårdsväxt i Sverige.

## Underarter
Två underarter erkänns, även om det förekommer mellanformer.
- subsp. odorata - blomstjälken saknar vanligen strimmor. Bladundersidorna är vanligen purpurröda. Fröna är 1,5-2,5 mm.
- subsp. tuberosa - blomstjälken har purpurbruna strimmor. Bladundersidorna är gröna eller svargt purpur. Fröna är 2,8-4,5 mm.

## Synonymer
subsp. odorata
Castalia lekophylla Small
Castalia minor (Sims) Nyár.
Castalia odorata (Aiton) Woodv. & Wood
Castalia odorata var. latifolia R. M. Harper
Castalia pringlei Rose
Castalia pudica Salisb.
Castalia reniformis (Walter) Hitchc.
Castalia spirilis (Raf.) Cockerell
Leuconymphaea odorata (Aiton) Kuntze
Leuconymphaea parkeriana (Lehm.) Kuntze
Leuconymphaea reniformis (Walter) Kuntze
Nymphaea lekophylla (Small) Cory
Nymphaea minor (Sims) DC.
Nymphaea odorata f. rubra (Guillon) Conard
Nymphaea odorata var. chlorhiza Raf.
Nymphaea odorata var. gigantea Tricker
Nymphaea odorata var. glabra Casp.
Nymphaea odorata var. godfreyi D. B. Ward
Nymphaea odorata var. minor Sims
Nymphaea odorata var. parviflora Raf.
Nymphaea odorata var. rosea Pursh
Nymphaea odorata var. rubella Raf.
Nymphaea odorata var. stenopetala Fernald
Nymphaea odorata rubra Guillon
Nymphaea odorata var. villosa Casp.
Nymphaea parkeriana Lehm.
Nymphaea reniformis Walter
Nymphaea spirilis Raf.
subsp. tuberosa (Paine) Wiersema & Hellq.
Castalia tuberosa (Paine) Greene
Leuconymphaea tuberosa (Paine) Kuntze
Nymphaea maculata Raf.
Nymphaea tuberosa Paine
Nymphaea tuberosa var. maxima Conard
Nymphaea tuberosa var. parva C. C. Abbott